# Joseph T. Smitherman Historic Building
Das Joseph T. Smitherman Historic Building in Selma, das in seiner Geschichte unter einer Reihe anderer Namen bekannt war, ist das frühere Justiz- und Verwaltungsgebäude (Courthouse) des Dallas County im US-amerikanischen Bundesstaat Alabama.
Das im Stil des Greek Revival erbaute Gebäude wurde 1847 fertiggestellt und erfüllte in der Zeit seines Bestehens verschiedene Funktionen. Am 20. Juni 1975 wurde das Gebäude aufgrund seiner architektonischen und historischen Bedeutung in das National Register of Historic Places aufgenommen. Derzeit ist in dem Gebäude das Vaughan-Smitherman Museum, untergebracht, das der Geschichte Semlas gewidmet ist.

## Geschichte
Das Gebäude wurde durch eine Loge der Freimaurer, der Selma Fraternal Lodge No. 27, im Jahr 1847 erbaut. Diese hatten 15.000 US-Dollar (in heutigen Preisen 509.497 US-Dollar) investiert, um für Waisen und Kinder von bedürftigen Freimauren. Die Einrichtung wurde im Oktober 1848 als Central Masonic Institute eröffnet, war aber nicht prosperierend. Als Nächstes wurde das Bauwerk während des Sezessionskrieges als Krankenhaus der Konföderierten genutzt. Gegen Kriegsende überstand das Gebäude die Schlacht um Selma und diente anschließend für eine kurze Zeit als Krankenhaus des Freedman’s Bureaus. Danach erwarben es einige der Stadthonoratioren, die damit den Versuch unterstützen wollten, den County Seat des Dallas Countys von Cahaba nach Selma zu verlegen. Diese Bemühungen waren erfolgreich und Selma wurde 1866 Sitz der County-Verwaltung. Bis 1902 diente das Gebäude als Dallas County Courthouse, dann entstand ein neues Courthouse an der Ecke von Alabama Avenue und Lauderdale Street.
Die Sachwalter der Hinterlassenschaft von Henry W. Vaughan kauften das Gebäude 1904 zu einem Preis von 5025 US-Dollar und vermieteten es noch im gleichen Jahr an eine andere Schule, dem Selma Military Institute. Diese Organisation nutzte das Gebäude bis 1908, bevor sie in ein heutiges Verwaltungsgebäude an der North Broad Street umzog. Die Sachwalter konvertierten den Bau 1911 wieder in ein Krankenhaus, das Vaughan Memorial Hospital. Diese Institution befand sich in dem Gebäude bis zur Fertigstellung eines neuen Krankenhauses an der West Dallas Avenue. Die nächsten neun Jahre stand das Gebäude leer und wurde vernachlässigt, bis es die Stadtverwaltung und die Selma Housing Authority 1969 zum Preis von 82.500 US-Dollar kaufte. Zu diesem Zeitpunkt war Joseph T. Smitherman der Bürgermeister der Stadt. Nach dem Umbau wurde am 16. Mai 1971 das Historic and Civic Building eröffnet. Zu Ehren Smithermans wurde es 1979 als Anerkennung für dessen Verdienste bei der Erhaltung und Renovierung des Gebäudes umbenannt.

## Architektur
Das dreistöckige rote Backsteingebäude wurde in dem zur damaligen Zeit populären klassizistischen Stil erbaut. Am auffallendsten sind der zentral angeordnete Portikus im Stil eines griechischen Tempels mit den monumentalen ionischen Säulen. Das freigestellte Mauerwerk der sieben Joche umfassenden Fassade besteht aus einem Läuferverband, ein Absatz trennt die Stockwerke optisch voneinander ab. Der mit einem Giebeldreieck versehene Portikus nimmt die drei mittleren Joche des Baues ein, die darin eingebetteten Balkone in den oberen Stockwerken unterstreichen die Weite und Tiefe der so bedeckten Fläche. Das Design der schmiedeeisernen Balkongeländer verwendet ein offenes Diamantmuster.

## Museum
Das Gebäude ist heute Heimat des Vaughan-Smitherman Museums. Im Erdgeschoss befindet sich die Sammlung des Museums zum Sezessionskrieg und von Dokumenten zur Sklaverei. Im ersten Obergeschoss ist die Sammlung politischer Dokumente untergebracht und das zweite Obergeschoss ist als Krankenhaus ausgestattet, wie es in der Zeit ausgesehen haben wird, als es als Vaughan Memorial Hospital genutzt wurde. Außerdem verfügt das Museum über eine Sammlung von Möbeln aus der Mitte des 19. Jahrhunderts, Artefakte der Indianer und bietet ortsansässigen Vereinigungen Platz für Besprechungen und Veranstaltungen.